# Caiophora arechavaletae
Caiophora arechavaletae là một loài thực vật có hoa trong họ Loasaceae. Loài này được (Urb.) Urb. mô tả khoa học đầu tiên năm 1894.